# Georg Meyer (Jagdflieger)
Georg Meyer (* 11. Januar 1893 in Bremen; † 15. September 1926 in Magdeburg) war Offizier der Fliegertruppe und erzielte 23 bestätigte Abschüsse im Ersten Weltkrieg.

## Biografie
Meyer war der Sohn eines Kaufmanns. Er machte seinen Abschluss in der Oberrealschule in Bremen und war bis zum Krieg als Oberzollbeamter tätig.
Seine aktive Dienstzeit absolvierte er 1911/12 als Einjährig-Freiwilliger. 
Bei Ausbruch des Ersten Weltkrieges wurde er zur Garde-Ersatz-Division eingezogen und nahm an den Kämpfen in Lothringen, zwischen Maas und Mosel, im Priesterwald und bei Verdun an der Westfront teil. 
Am 1. Februar 1916 erfolgte der Wechsel zur Fliegertruppe. Seine Ausbildung absolvierte er in Johannisthal, Altenburg und Hannover. Ab 18. August 1916 flog er als Kampfflieger bei der Feldfliegerabteilung 69 (FA 69) in Mazedonien, danach bei der Abteilung 253 an der Westfront und ab April 1917 bei der Jasta 22 an der Aisne. Im August 1917 wurde Meyer zur Jasta 7 beordert. Am 14. April 1918 erhielt er die Führung der an der Somme eingesetzten Jasta 37. 
Dem zum Leutnant beförderten Meyer wurden insgesamt 23 Abschüsse bestätigt (Zuerl schreibt von 24). Nachdem ihm das Eiserne Kreuz beider Klassen, das Flugzeugführerabzeichen und das Ritterkreuz des Königlichen Hausordens von Hohenzollern mit Schwertern verliehen wurde, schlug man ihn am 5. November 1918 für den Orden Pour le Mérite vor. Der Orden konnte ihm am Kriegsende nicht mehr überreicht werden, obwohl die preußische Landesversammlung am 22. Januar 1920 beschlossen hatte, ihm diesen nachträglich zu verleihen.
Meyer blieb auch in der Nachkriegszeit bei der Fliegerei. 1926 war er Leiter der Luftreederei-Fliegerschule Magdeburg. Er starb 1926 an den Folgen eines Motorradunfalls.